# 小野屋駅
小野屋駅（おのやえき）は、大分県由布市庄内町東長宝（ひがしちょうほう）にある、九州旅客鉄道（JR九州）久大本線の駅である。
駅名は地名からではなく、開業当時に駅近くにあった「小野屋酒店」（2017年現在も営業中）の屋号から採られた。

## 歴史

### 年表
- 1915年（大正4年）10月30日：大湯鉄道大分市（大分駅北東に隣接） - 当駅間開業により設置[3][4]。
- 1922年（大正11年）12月1日：大湯鉄道が国有化され、鉄道省の駅となる[3]。
- 1923年（大正12年）9月29日：大湯線の当駅-湯平駅間の開通に伴い、中間駅へ[3][7][8]。
- 1971年（昭和46年）2月20日：貨物の取り扱いを廃止[9]。
- 1984年（昭和59年）
  - 2月1日：荷物扱い廃止[9]。
  - 11月1日：業務委託化[10]。
- 1987年（昭和62年）4月1日：国鉄分割民営化により九州旅客鉄道が継承[11]。
- 2007年（平成19年）3月18日：鉄骨造平屋建て（62.5m2）の駅舎に改築[12][13]。
- 2008年（平成20年）3月15日：ダイヤ改正により、ゆふ・ゆふDXが全列車停車（臨時停車）[14]。
- 2009年（平成21年）3月14日：ゆふ・ゆふDXの臨時停車を終了[要出典]。
- 2016年（平成28年）4月1日：駅無人化[15]。
- 2020年（令和2年）
  - 7月8日：令和2年7月豪雨の影響で、当駅を含む庄内駅 - 大分駅間で不通となる[16]。
  - 8月29日：当駅を含む庄内駅 - 向之原駅間で運転再開[17]。

### 駅名の由来
庄内町東長宝地区周辺はかつて、大分郡阿南村字新連川と呼ばれており、明治時代に旧阿南村が誕生していた。駅名の由来となった「小野屋酒店」は、小野藤五郎が興した酒造店で、大正期にはもう名が知れ渡っていた。当時、小野屋酒店を営んでいた小野昂は、初代の阿南村村長にして、久大本線の前身である大湯鉄道の監査役であり、100株の大株主でもあった。そのため、小野屋酒店周辺には尋常小学校や阿南村役場などの施設が集積していた。すなわち、「小野屋（酒店）に行くこと」が「この地域（旧阿南村）に行くこと」と同義とされ、その屋号から駅名が採られた。全国的に見ても、個人商店の屋号を駅名に冠した例は珍しいという。
現在でも小野屋酒店を含め、小野屋旅館や小野酒造など、小野・小野屋を冠する店がこの地域に散在する。
ちなみに久大本線の前身となった大湯鉄道を興したのは、小野駿一。

## 駅構造

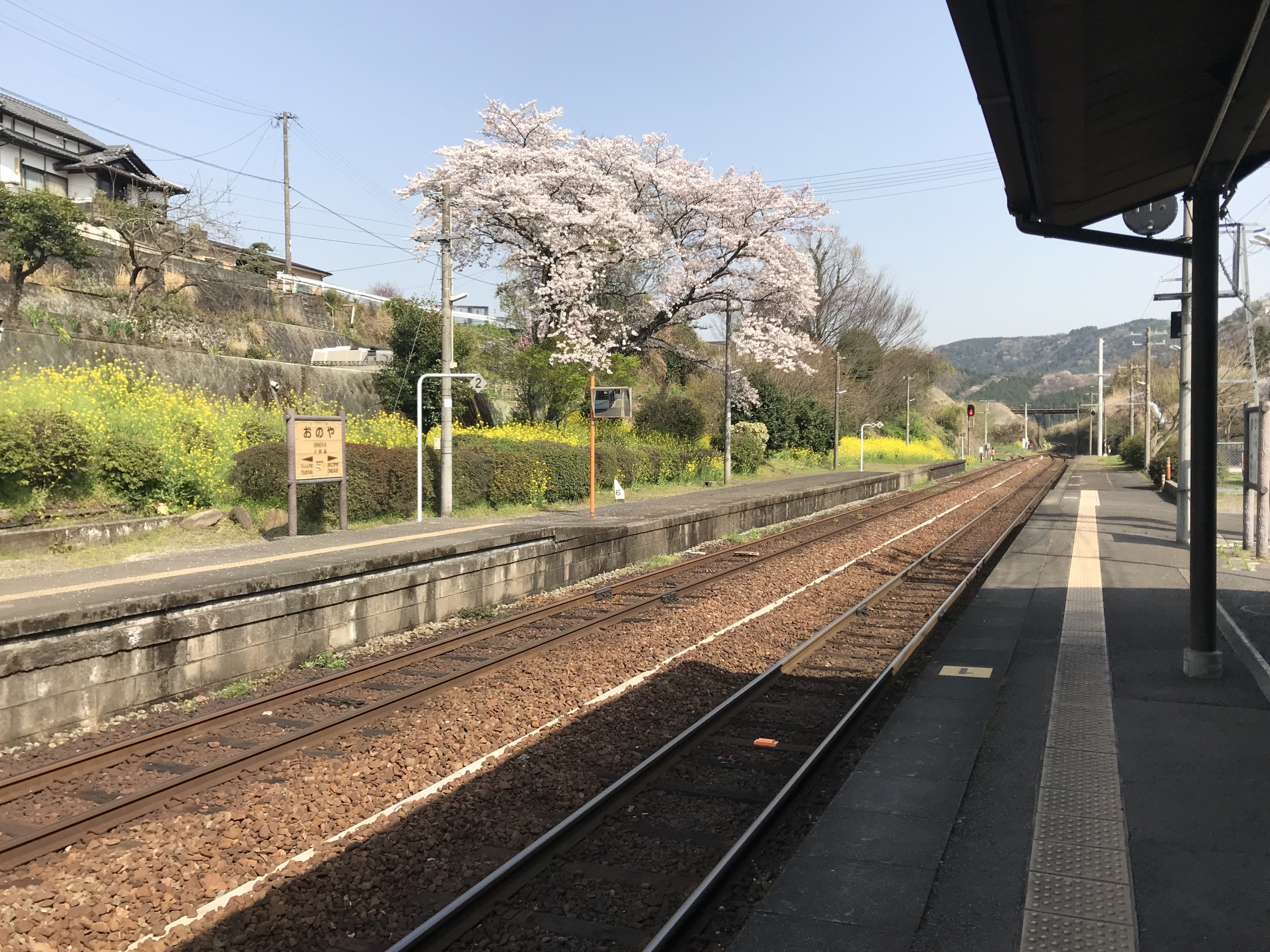
ホーム（2018年3月）

相対式ホーム2面2線を有する地上駅。駅舎は南側、庄内・由布院方面行きホームに接しており、北側の大分方面行きホームとは庄内・由布院寄りに設置された跨線橋で連絡している。簡易型自動券売機が設置されている。駅舎は2007年に改築された鉄骨平屋建てのもので、多目的トイレ等を併設している。
JR九州鉄道営業（現在のJR九州サービスサポート）が駅業務を行う業務委託駅だったが、2016年4月より、無人駅となった。無人化当初より、当駅が最寄り駅である大分県立由布高等学校の通学生への定期券販売等に対応するため、由布市が委託した嘱託員が配置されている簡易委託駅となっており、平日7-13時のみきっぷうりばが営業している。SUGOCAはじめICカード未対応であり、ICカード非対応の券売機1台が設置されている。

### のりば
| のりば | 路線      | 方向 | 行先             |
| ------ | --------- | ---- | ---------------- |
| 1      | ■久大本線 | 上り | 由布院・日田方面 |
| 2      | ■久大本線 | 下り | 大分方面         |

## 利用状況
1965年（昭和40年）度には乗車人員が540,431人（定期外:69,756人、定期:470,675人）、降車人員が550,037人で、手荷物（発送:446個、到着:221個）や小荷物（発送:1,218個、到着:2,675個）も取り扱っていた。
2015年（平成27年）度の乗車人員は130,597人（定期外:18,694人、定期:111,903人）、降車人員は129,257人である。
※1日平均乗車人員の数値は各年度版「大分県統計年鑑」による年間乗車人員の値を各年度の日数で割った値。
| 年度               | 年間 乗車人員 | 定期外 乗車人員 | 定期 乗車人員 | 一日平均 乗車人員 | 年間 降車人員 | 出典              |
| ------------------ | ------------- | --------------- | ------------- | ----------------- | ------------- | ----------------- |
| 1965年（昭和40年） | 540,431       | 69,756          | 470,675       | -                 | 550,037       | [ 20 ]            |
| -                  | -             | -               | -             | -                 | -             | -                 |
| 1990年（平成2年）  | 341,822       | 50,388          | 291,434       | -                 | 353,884       | [ 22 ]            |
| 1991年（平成3年）  | 327,092       | 52,136          | 274,956       | -                 | 337,297       | [ 23 ]            |
| 1992年（平成4年）  | 275,980       | 50,851          | 225,129       | -                 | 277,418       | [ 24 ]            |
| 1993年（平成5年）  | 240,340       | 48,523          | 191,817       | -                 | 242,628       | [ 25 ]            |
| 1994年（平成6年）  | 231,788       | 46,599          | 185,189       | -                 | 234,956       | [ 26 ]            |
| 1995年（平成7年）  | 237,627       | 46,049          | 191,578       | -                 | 238,539       | [ 27 ]            |
| 1996年（平成8年）  | 243,034       | 43,700          | 199,334       | -                 | 244,606       | [ 28 ]            |
| 1997年（平成9年）  | 226,010       | 41,343          | 184,667       | -                 | 227,129       | [ 29 ]            |
| 1998年（平成10年） | 194,427       | 37,913          | 156,514       | -                 | 195,343       | [ 30 ]            |
| 1999年（平成11年） | 168,498       | 34,048          | 134,450       | -                 | 169,756       | [ 31 ]            |
| 2000年（平成12年） | 146,164       | 31,594          | 114,570       | 400               | 146,926       | [ 32 ]            |
| 2001年（平成13年） | 143,529       | 29,674          | 113,855       | 393               | 145,100       | [ 33 ]            |
| 2002年（平成14年） | 143,779       | 28,877          | 114,902       | 394               | 144,250       | [ 34 ]            |
| 2003年（平成15年） | 145,348       | 27,931          | 117,417       | 398               | 145,978       | [ 35 ]            |
| 2004年（平成16年） | 138,290       | 24,146          | 114,144       | 379               | 140,633       | [ 36 ]            |
| 2005年（平成17年） | 141,640       | 24,985          | 116,655       | 388               | 140,985       | [ 37 ]            |
| 2006年（平成18年） | 138,462       | 23,722          | 114,740       | 379               | 138,218       | [ 38 ]            |
| 2007年（平成19年） | 131,741       | 22,570          | 109,171       | 360               | 131,661       | [ 39 ]            |
| 2008年（平成20年） | 124,674       | 22,941          | 101,733       | 342               | 124,460       | [ 40 ]            |
| 2009年（平成21年） | 129,182       | 20,968          | 108,214       | 354               | 129,653       | [ 41 ] [ 注釈 4 ] |
| 2010年（平成22年） | 145,685       | 21,217          | 124,468       | 399               | 145,828       | [ 43 ] [ 注釈 4 ] |
| 2011年（平成23年） | 156,649       | 20,228          | 136,421       | 428               | 157,719       | [ 44 ] [ 注釈 4 ] |
| 2012年（平成24年） | 159,120       | 19,917          | 139,203       | 436               | 159,213       | [ 45 ] [ 注釈 4 ] |
| 2013年（平成25年） | 152,604       | 19,126          | 133,478       | 418               | 151,976       | [ 46 ] [ 注釈 4 ] |
| 2014年（平成26年） | 135,478       | 18,973          | 116,505       | 371               | 133,809       | [ 47 ] [ 注釈 4 ] |
| 2015年（平成27年） | 130,597       | 18,694          | 111,903       | 357               | 129,257       | [ 21 ] [ 注釈 4 ] |
| 2016年（平成28年） | -             | -               | -             | 357               | -             | [ 48 ]            |
| 2017年（平成29年） | -             | -               | -             | 371               | -             | [ 49 ]            |
| 2018年（平成30年） | -             | -               | -             | 356               | -             | [ 50 ]            |
| 2019年（令和元年） | -             | -               | -             | 340               | -             | [ 51 ]            |
| 2020年（令和02年） | -             | -               | -             | 299               | -             | [ 52 ]            |

## 駅周辺
駅前に種田山頭火らの句碑がある。
- 大分県道540号小野屋停車場線
- 由布市コミュニティバス小野屋駅バス停
- 由布市コニュニティバス 小野屋駅裏バス停
- 大分県道52号別府庄内線
- 大分県道719号東長宝西線
- 由布市立阿南小学校
- 阿南郵便局
- 庄内温泉
- 庄内タクシー小野屋営業所

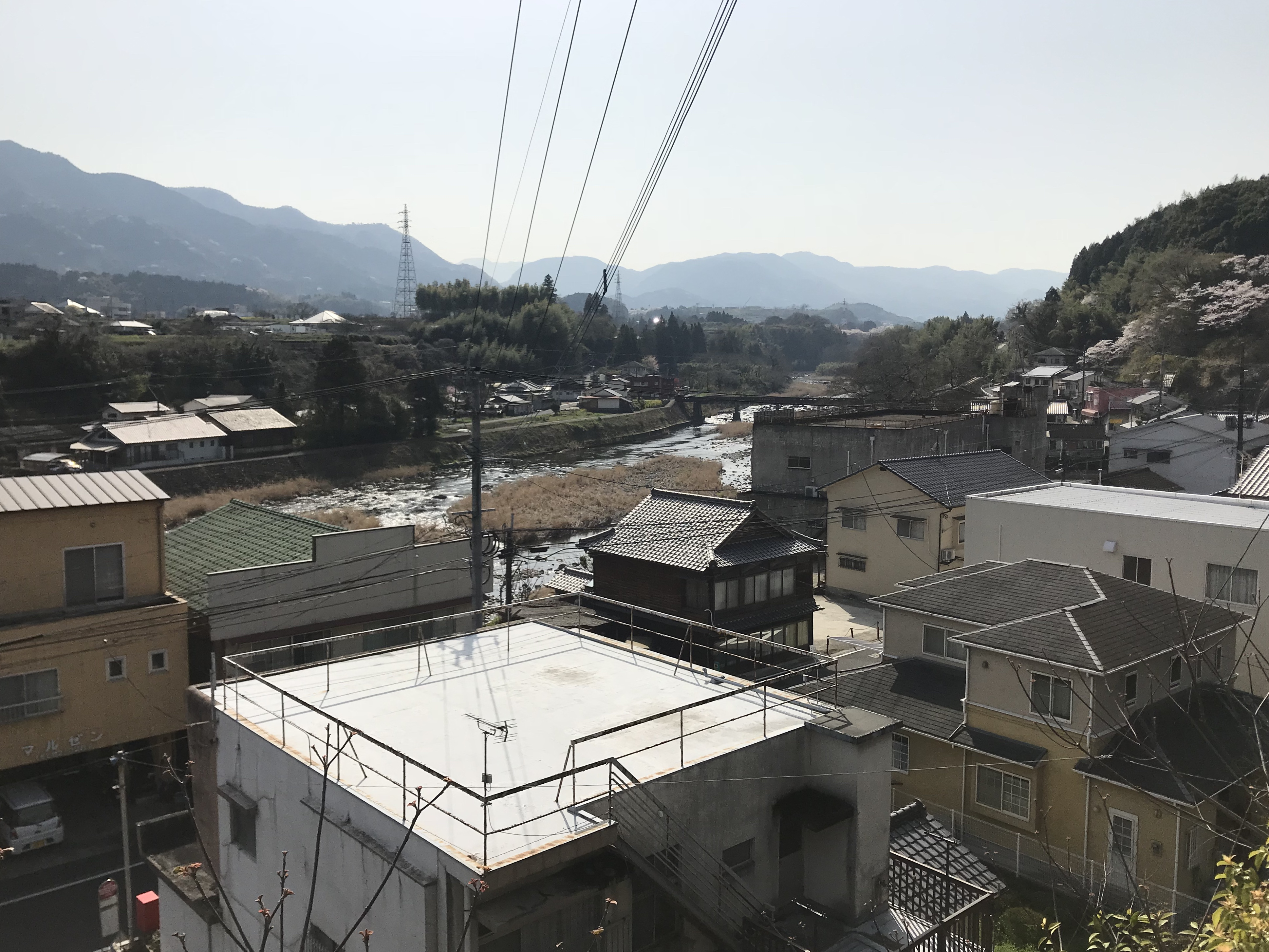
駅前風景。駅は庄内町東長宝の市街と大分川を見下ろす高台にある

- 竹田市コミュニティバス小野屋駅前バス停（大分 - 長湯温泉）
  - 名称上は「駅前」バス停だが、県道540号を下った大分銀行小野屋支店付近にある。
- 大分銀行小野屋支店
- 大分県立由布高等学校[1]
- 大分県立由布支援学校
- 国道210号

## 隣の駅
九州旅客鉄道（JR九州）
■久大本線
天神山駅 - 小野屋駅 - 鬼瀬駅